# Noctuelia vespertalis
Noctuelia vespertalis là một loài bướm đêm trong họ Crambidae.